# Nelson Piquet Jr.
Nelson Angelo Tamsma Piquet Souto Maior, també conegut com a Nelson Piquet Júnior, (Heidelberg, Alemanya, 25 de juliol de 1985) és un pilot de carreres brasiler. És el fill del triple campió del món de Fórmula 1 Nelson Piquet, un dels millors pilots del país i de la model neerlandesa Sylvia Tamsma.
Va començar la seva carrera amb kàrting el 1993, als vuit anys, quan es trasllada al Brasil. Roman en aquesta categoria fins a 2000. El 2002 es va proclamar campió de la Fórmula 3 sud-americana. Després d'una excel·lent temporada a la Fórmula 3 britànica, on es va proclamar campió de la temporada 2004. Piquet es va traslladar a la GP2 Sèries, on no obtindria el mateix èxit en la primera temporada per estar en un equip mitjà perjudicat per les desavinences entre Piquet Sports (organització del seu pare, creada exclusivament per ajudar en el seu ascens a la Fórmula 1) i Hitech, les dues companyies que integraven l'equip Hitech Piquet Sports.
L'any 2006 Piquet Sports va assumir el control total de l'equip i va aconserguir que Nelson Angelo Piquet reeixís el subcampionat, per darrere de l'anglès Lewis Hamilton. També va participar en la competició automobilística A1 Grand Prix, una competició entre nacions, que es va disputar per primera vegada entre 2005 i 2006. A més, a la fi de 2006 va ser presentat com pilot de test de l'equip Renault F1 per a la temporada 2007 de Fórmula 1, junt amb l'altre pilot brasiler Ricardo Zonta. Després de les bones sensacions de l'equip en la seva temporada com a emprovador, va ser confirmat per a la temporada 2008 de Fórmula 1 com a segon pilot titular, fent parella amb el bicampió del món espanyol Fernando Alonso. Nelsinho i Fernando hauran, junt amb la resta de l'equip Renault, de crear un auto capaç de guanyar curses, després d'un any sense molts triomfs amb el R27. Piquet tindrà l'oportunitat de debutar en un dels millors equips de la graella i al costat d'un bicampió del món, el que pocs han pogut fer.
Comença la temporada malament, amb un 21è lloc en classificació i retirada en carrera, gairebé tots els problemes derivats a la seva inexperiència en la categoria i el circuit. Tanmateix al Gran Premi de Malàisia no ho fa tan malament i ateny l'onzena posició de disset cotxes que van acabar, el que demostra la seva capacitat de progressar, encara que de nou per darrere de Fernando Alonso. Al Gran Premi de Bahréin, un circuit gens propici per al seu R28, no va reeixir acabar la cursa i l'equip Renault no va emportar cap punt del Gran Premi. Tanmateix, l'equip va prometre grans millores a partir del Gran Premi d'Espanya. Les millores van palesar amb el segon lloc de Fernando Alonso i el 10è lloc de Nelson Piquet en la sessió de classificació, on el brasiler va entrar per primera vegada en la Q3. En carrera les coses se li van torçar molt a Piquet, que no va poder completar la prova en sofrir un accident amb Sébastien Bourdais. A Turquia, Nelson tampoc no millora i finalitza 15è; i a Mònaco suma un nou abandonament. Després del Gran Premi del Canadà, en el que va tornar a decebre, es va dir que podria ser substituït per David Coulthard. Tanmateix, en el Gran Premi de França assoleix per fi els seus primers punts, en acabar 7è. Després, a Alemanya, obté el seu primer pòdium gràcies a la sortida del cotxe de seguretat i a una estratègia d'una sola parada.
L'escuderia Renault va acomiadar Nelsinho a mitja temporada de 2009, després del GP d'Hongria. Els pobres resultats aconseguits pel pilot, la polèmica de la cursa de Singapur i el mal ambient amb Briatore en van ser els responsables.
Després del seu pas per la Fórmula 1, va disputar competicions Nascar i en la Fórmula E.

## Resultats en Fórmula 1
Les carreres en negreta indiquen pole position; les carreres en cursiva indiquen tornada ràpida.
| Any  | Equip   | 1       | 2      | 3       | 4       | 5      | 6       | 7       | 8      | 9       | 10     | 11    | 12     | 13      | 14     | 15      | 16    | 17    | 18      | Equip   | Lloc final | Punts |
| ---- | ------- | ------- | ------ | ------- | ------- | ------ | ------- | ------- | ------ | ------- | ------ | ----- | ------ | ------- | ------ | ------- | ----- | ----- | ------- | ------- | ---------- | ----- |
| 2008 | Renault | AUS Ret | MYS 11 | BAH Ret | ESP Ret | TUR 15 | MON Ret | CAN Ret | FRA 7  | GBR Ret | GER 2  | HUN 6 | EUR 11 | BEL Ret | ITA 10 | SIN Ret | JPN 4 | CHN 8 | BRA Ret | Renault | 12è        | 19    |
| 2009 | Renault | AUS Ret | MAL 13 | CHN 16  | BHR 10  | ESP 12 | MON Ret | TUR 16  | GBR 12 | GER 13  | HUN 12 | EUR   | BEL    | ITA     | SNG    | JPN     | BRA   | ABU   |         | Renault |            | 0     |

### Accident problemàtic
Fernando Alonso va guanyar el Gran Premi de Singapur del 2008. El pilot havia sortit en la 15a posició de la graella i un accident causat per Piquet Jr. en la volta 14 va afavorir la remuntada del pilot asturià. Posteriorment Nelson va denunciar que l'havien obligat a provocar l'accident per afavorir al seu company d'equip.